# Milano Calcio a 5 (1992-2001)
L'A.C. Milano Calcio a 5 è stata una squadra italiana di calcio a 5 con sede a Milano. Nonostante la breve esistenza, la società rappresenta una delle squadre storiche del calcio a 5 italiano.

## Storia

La rosa del Milano 1999-2000

Fondata nel 1992, dal Commendatore Alberto Gencarelli, con presidente Giorgio Gencarelli e team manager Ugo Colombo, partecipa subito al campionato nazionale di serie B rilevando il titolo sportivo dell' AC Tight Milano; al termine della prima stagione i biancoverdi ottengono un lusinghiero terzo posto finale alle spalle di Palmanova e ITCA Torino.
La prima apparizione del Milano Calcio a 5 ai vertici di questo sport risale ai play-off della stagione 1993/94, quando la vittoria nel campionato di serie B gli permise di disputare i play-off per il titolo, venendo tuttavia sconfitta al primo turno dalla Tonini JM RCB.
La successiva stagione, ovvero la prima assoluta in massima divisione, porta il Milano all'ottavo posto e ad una nuova avventura nei play-off per il titolo. Stavolta alla squadra meneghina va decisamente meglio, battendo nei turni preliminari il Bari e la Polisportiva Virtus Pescara. Nel girone di qualificazione alla semifinale supera la Roma Calcetto e il Città di Palermo, ma si deve arrendere alla BNL Calcetto poi campione d'Italia.
La stagione 1995/96 rappresenta un deciso ridimensionamento delle ambizioni del Milano, che non va oltre il dodicesimo posto, non qualificandosi per i play-off.
La parentesi stonata viene cancellata già nella seguente stagione, dove il Milano arriva seconda in campionato dietro alla BNL ed ai play-off scudetto, dopo aver eliminato l'ITCA Torino, perde la finale per il titolo di nuovo per mano della BNL. È sicuramente quella del 1996/97 la migliore annata dei biancoverdi della famiglia Gencarelli; con il ritorno di Ugo Colombo come Direttore Generale e con la panchina affidata a Massimiliano Quatti, i milanesi disputano una stagione positiva. Nella tana del Pala1 battono tutti tranne la BNL (pareggio 5-5), mostrando un bel gioco e un ottimo collettivo formato da Martic, Bearzi, Esposito, D'Ignazio, Foglia, Lima, Zarantoniello, il portiere Francesco "Ciccio" Fradella e tutti gli altri, mentre nelle due gare di finale con la BNL non venne schierato il croato Martic, infortunatosi in semifinale con l'ITCA. Si tratta comunque della prima formazione non laziale a giungere a questo traguardo.
Nell'annata 1997/98 il Milano coglie una lusinghiera terza piazza in classifica generale, ma viene estromesso dai play-off ai quarti di finale per mano della SLC Rinaldi Padova che sconfigge Milano in trasferta 3-1 ed amministra in casa il pareggio per 4-4. Ciò rappresenta l'inizio di un declino che porterà all'anonimo nono posto del 1998/99 ed alla retrocessione nel successivo campionato, dopo il penultimo posto.
La società non si iscriverà in serie B, terminando l'attività sportiva e cedendo contestualmente il proprio titolo sportivo alla Valprint Futsal Fram.

## Cronistoria
| Cronistoria del Milano C5 |
| --- |
| - 1992 · Acquisizione del titolo sportivo del Tight Milano e fondazione del Milano C5. - 1992-93 · 3ª nel girone A di Serie B. - 1993-94 · 1ª nel girone A di Serie B. Promossa in Serie A. 1º turno play-off scudetto. - 1994-95 · 8ª in Serie A. Semifinalista play-off scudetto. - 1995-96 · 12ª in Serie A. - 1996-97 · 2ª in Serie A. Finalista play-off scudetto. - 1997-98 · 3ª in Serie A. Quarti di finale play-off scudetto. Quarti di finale di Coppa Italia. - 1998-99 · 11ª in Serie A. Ottavi di finale di Coppa Italia. - 1999-00 · 15ª in Serie A. Retrocessa in Serie A2. Semifinalista di Coppa Italia. - 2000-01 · 12ª nel girone A di Serie A2. Retrocessa in Serie B. - 2001 · Scioglimento della società. |

## Statistiche e record
| Livello | Categoria | Partecipazioni | Debutto   | Ultima stagione | Totale |
| ------- | --------- | -------------- | --------- | --------------- | ------ |
| 1°      | Serie A   | 6              | 1994-1995 | 1999-2000       | 6      |
| 2º      | Serie B   | 2              | 1992-1993 | 1993-1994       | 3      |
| 2º      | Serie A2  | 1              | 2000-2001 | 2000-2001       | 3      |